# Alenka Ermencová
Alenka Ermencová (* 5. září 1963 Lublaň) je slovinská vojačka, generálmajorka Slovinské armády, v letech 2018–2020  náčelnice Generálního štábu Slovinské armády. Stala se tak historicky první ženou v této funkci jak ve Slovinsku, tak i v armádách členských států Severoatlantické aliance.

## Vzdělání a soukromý život
Vystudovala bakalářský obor politologie na Fakultě sociálních věd Lublaňské univerzity. V Londýně pak roku 2008 absolvovala vojenskou Královskou akademii obranných studií a postgraduální studium završila o rok později na King's College v oboru mezinárodní studia.
S rodinou žije v Kamniku. Má tři děti.

## Vojenská kariéra
Aktivní vojenskou kariéru zahájila v roce 1991 jako členka složek Teritoriální obrany Republiky Slovinsko během krátké slovinské války za nezávislost proti jednotkám jugoslávské lidové armády.
V lednu 2006 se stala velitelkou nově zřízeného 5. zpravodajského a průzkumného praporu Slovinské armády, jakožto první velící důstojnice praporu v historii slovinských ozbrojených sil. V červnu 2009 odjela na šestiměsíční misi do Kosova v rámci mezinárodní mírové operace KFOR, kde působila jako vedoucí personálního odboru na Velitelství KFOR. V letech 2009–2011 řídila personální odbor Generálního štábu Slovinské armády.
Slovinský prezident Borut Pahor ji jako brigádní generálku 23. listopadu 2018 povýšil do hodnosti generálmajorky. O čtyři dny později ji ministr obrany Karek Erjavec navrhl do úřadu náčelnice Generálního štábu Slovinské armády. Vláda Marjana Šarece s návrhem souhlasila a generálku jmenovala. V čele armády vystřídala generálmajora Alana Gedera, který byl jmenován v únoru 2018. Ermencová se stala první ženou v čele Slovinské armády i první náčelnicí generálních štábů členských států NATO. V březnu 2020 ji ve funkci nahradil generál Robert Glavaš.